# Advocacy
Advocacy é uma prática política levada a cabo por indivíduo, organização ou grupo de pressão, no interior das instituições do sistema político, com a finalidade de influenciar a formulação de políticas e a alocação de recursos públicos. 

## Finalidade
A advocacy pode incluir inúmeras atividades, tais como campanhas por meio da imprensa, promoção de eventos públicos, comissionamento e publicação de estudos, pesquisas e documentos para servir aos seus objetivos. O Lobbying é uma forma de advocacy realizada mediante a abordagem direta dos legisladores para defender determinado objetivo e tem um papel importante na política moderna. Estudos têm explorado o modo pelo qual os grupos de advocacy utilizam os meios de comunicação social para promover a mobilização civil e a ação coletiva em defesa dos interesses que defendem.